# Vezetéselmélet
Azokat a rendszereket, amelyek dinamikusan, nyíltan, aktívan, célszerűen, szervezetten működnek, és az anyagi mozgás biológiai és társadalmi mozgásformáihoz tartoznak, szervezeteknek nevezzük.
A szervezeti vezetéselmélet feladata a vezetésnek a szervezet sikeres működésében betöltött szerepeinek és azon szerepek betöltési módszereinek meghatározása és leírása.
A „szervezet”, mint például egy vállalat, állami szerv, vagy egyház, a filozófia szempontjából „absztrakt”-nak tekinthető, mely egy bizonyos feladatkör ellátására szerveződött részekből álló lényegileg élő felépítmény elvonatkoztatott fogalma. Általános szóhasználatban a szervezet a már említett, emberekből felépülő társadalmi szervek mellett az emberi testre is használatos. Minden szervezetnek közös jellemvonása egy meghatározott feladatkör ellátása, tehát a feladat, vagy cél tudatosítása a szervezet létkérdésének számít. A szervezet tehát a feladat megoldására, a cél elérésére, vagy egy szerep betöltésére szerveződött részek (egyének) csoportja, s egy ilyen irányelv hiányában inkább csak tömegről beszélhetnénk.

## Vezetés az általános szóhasználatban
Általános használatban „vezetés” főnév a „vezető” tevékenységére utalhat a következő értelmekben:
- Vezető vezethet egy gépjárművet (villamosvezető)
- Vezető vezethet áramot (elektromos vezető)
- Vezető vezethet egy versenyt (rendezőként levezeti, vagy versenyzőként vezeti a mezőnyt)
- Vezető utalhat valakinek a képességére (például „hatékonyan vezette a tárgyalást”)
- Utalhat iránymutatásra is (például „a király bölcsen vezette az országot”)
- Utalhat egy befolyásos csoport tagjaira, mint például szakszervezeti vezetés
- Utalhat egy funkcióra mely szakértelmet, vagy gyakorlatot feltételez, mint például csoportvezető, vagy főmérnök
- Utalhat egy tekintélyes társadalmi funkcióra, mint például „elnöki iroda” értelemben… stb.

Ha a vezetést egyszerűen csak „valami cél érdekében mások befolyásolása”-ként, a követést pedig „valami cél érdekében mások általi befolyásoltság”-ként határozzuk meg, akkor láthatjuk, hogy a vezetés és a követés egy érem két oldal. Ebben az esetben megállapíthatjuk, hogy az „érem létezését” indokló „cél” mellett, vezetéshez elengedhetetlenül szükséges legalább egy vezetett, azaz követő, és megfordítva: ahhoz, hogy valaki követő lehessen, neki valakit (vagy valamit) követnie kell. Ez a megvilágítás viszont azt mutatja, hogy a követő esetében a vezetésnek nem szükséges tudatosnak lennie (esetleg a „vezető” nem próbál senkit sem „vezetni” – mint azt Forrest Gump esetében is láttuk). A vezetés szempontjából a tudatosság viszont elengedhetetlen (még ha az nem is megy tovább a „hatalom” fogalmán túl – mint azt oly sok példában láthatjuk).
A „vezetés” szó maga utalhat valamilyen vezetők egy csoportjára, vagy jelentheti valami híresség névleges vezető, különleges – ha nem misztikus – jellemzőire (mint például egy hős esetében). Más értelemben használva utalhat valakire aki nem ténylegesen vezet, hanem „követői” egyszerűen csak tiszteletet mutatnak iránta. A lelkesítő vezetők (mint a sok „hogy gazdagodj meg azonnal” prédikátorok), vagy lelkivezetők (mint Jézus) tekintélyszerepe mellett a szó sokkal konkrétabb formájában utalhat valakire aki éppen vezető helyen van egy versenyben, vagy egy vállalat, vagy termék esetében beszélhetünk azok piaci vezetéséről.
Bizonyos helyzetekben, mint például vezércsoportok (politikai pártok, uralkodó elit), és más azokhoz hasonló hit alapú vállalkozások (vallási vagy üzleti csoportok) esetében a követők számára maga a vezetés gondolata egyfajta „aranygyapjú”-vá válhat és híveik a vezetőtől valami lényegi átalakulást várhatnak. Az ilyen szervezetek a vezetés imádására, tiszteletére és a vele való személyes kapcsolat elmélyítésére nevelik követőiket és híveiket. E helyzetekben a követők sokszor kritikátlanul engedelmesekké válnak. A 20. század első felében (1928 és 1945 között) Németországban, olyan szavak mint „vezér”, vagy „vezérelv” egyfajta misztikus értelmet kapott (ld. Führer és Führerprinzip). Az ilyenfajta kultusz-vezetés alternatívái-, ellenpéldáiként szolgálhatnak többek között a szövetkezeti vállalkozások, vezetés-kollégiumok (egyenrangúnak tekintett kollégák általi közös vezetés), demokratizmus és a vezetés fogalmát elutasító anarchizmus is.

## A vezetésre vonatkozó nézetek története
Bár a vezetés a munkamegosztás kezdeteitől fontos szerepet töltött be az emberiség történelmében, a róla kialakult nézetek egészen korunkig túlnyomórészben csupán a hatalom megszerzése (hadvezetés) és gyakorlása (uralkodás) módszerének tekintették. Minden kor „uralkodó osztálya” saját beavatott tudományának, és társadalmi kiváltságának tekintette azt. A történelmi feljegyzésekben megemlített ellenpéldák (ld. Thomas Mann: József és testvérei) is többnyire csak az események leírására szorítkoztak, elméleti alapjait inkább csak egyházi keretekben vizsgálták vallásvezetési szempontból. Talán az első vezetéselméleti munka Szun Ce „A háború művészete” az i. e. 4. században írt műve volt, és Morus Tamás: Utópia (Magyar Helikon, 1963; Thomas More „Utópia” 1516) is csak álmodozásnak tűnik a Niccolo Machiavelli „A fejedelem” című, 1513-ban írt könyvéhez mérten.
Érdekes megjegyezni, hogy a történelem folyamán a vezetés, gazdagság és hatalom egymáshoz való viszonya sokáig nem volt tisztázott. Gyakran a gazdagságból származó hatalmat (vagy fordítva) vezetési képességnek tartották. Szerintük a hatalom és az abból származó gazdagság két forrása a rablás és kereskedelem. Így például Arisztotelész a sikeres háborús hódításokat gondolta a gazdagság fő forrásának és ebben a szellemben nevelte híres tanítványát, akinek természetes hadvezetési képessége Arisztotelész elméletét igazolni látszik. Nagy Sándor makedón király a fél világot leigázva mesés kincsekhez juttatta magát, katonáit és alattvalóit. Ez a szemlélet, a győztes háborúból származó hírnév, az azzal járó hatalom és gazdagság megszerzésének vágya és ideológiája évezredeken át kísérte az emberiséget…
Az igazat megvallva még Arisztotelész is ismerte a „másik utat”. Hat évszázaddal korábban ugyanis Salamon király mesés gazdagságát (Sába királynője: „még felét sem mondát el nekem…) kizárólag kereskedéssel gyűjtötte össze (Bár valaki megállapíthatná, hogy apja, Dávid király háborúival alapította meg e kereskedelem alapjait). Mindenesetre ez a „többet termelni és cserélni” általános kereskedelemnek a gazdasági alapjai, társadalmi feltételei csak lassan fejlődtek ki, mely folyamatot a későbbi tudományos eredmények, a találmányok sokasága és az ipari forradalom igen felgyorsított.
Történelmileg az arisztokratikus gondolkodók feltételezték, hogy a vezetési képesség a „kék vér” és „jó gének” következménye. Ezzel ellentétben, a demokratikusabb érzelműek olyan természetes adottságú, tehetséges vezetőkre mutattak mint például a tehetségüknek köszönhetően sikeres életpályát befutó napóleoni ezredesek voltak. Hasonlóképpen, a hagyományszeretők a római pater familias államvezetéséről beszélnek, míg a feminista gondolkodás az érzelmileg ráhangolt, érzékeny és egyet- és együttérző útmutatást hozza fel. A 19. században az anarchista gondolat kidolgozása magát a vezetés fogalmát megkérdőjelezte. Erre a kérdésre adott egyik válasznak tekinthető a Leninizmus, amely a fegyelmezett és képzett elvtársak egy elit csoportját ruházta fel a proletárdiktatúrát létrehozandó szocialista forradalom élharcosainak feladatával.
A vezetés más történelmi nézetei a vallási és világi vezetés látszólagos elméleti különbségeit mutatták ki. A császári-pápista hitelvek évszázadokon keresztül volt a támogatók és ellenzők kereszttüzében. A politikai életben a vezetést az államférfiak gyakorolják (akik néha, de egyre sűrűbben nők).

## A vezetés tudományos alapjai

### Néhány meghatározás
- Gulyás L.-Szende L. meghatározása szerint: „A vezetés a vezető által tudományosan megalapozott vezetési ismeretek és módszerek tudatos alkalmazásával – a változó környezeti feltételek között – a szervezet rendszerjellegű működtetése, a formális- és informális struktúra, valamint a célkitűzés – folyamat – szervezet egyensúlyi állapotának biztosítása mellett a hatékonyság kívánt mértékű növelése.” (A vezetésfejlesztés komplex vizsgálata. MÉM Mérnök- és Vezetőtovábbképző Intézet, Budapest, 1984)
- „A vezetés olyan tevékenység, amely – a kommunikációs folyamatra támaszkodva – meghatározott cél (célok) érdekében befolyásolja az emberek közötti kapcsolatokat és az emberi magatartásokat.” (Bayer J.: Vezetési modellek – vezetési stílusok. Vinton Budapest, 1995)
- „A vezetés mások befolyásolása abból a célból, hogy valamilyen feladatra közös megoldást találjanak.” Medveczky 2004

Tehát:
„A főnök a csapat mögött áll és hajtja az embereket, míg a vezető elöl megy, és azt mondja: kövessetek.
A menedzser az, aki szervez, irányít, és az ügyekkel foglalkozik, a vezető az, aki törődik azokkal akik a vezetése alatt állnak, és akit követnek az emberek.” (Megoldások, 2003)

### A vezetés alapszerkezete
Az ősközösségi társadalmak megszűnése óta a társadalmi munkamegosztás fejlesztése folyamatosan egyre szükségesebbé válik. E fejlődés eredményének tekinthető a munkarangsor kialakulása mely tetején a vezetés és végrehajtás áll. A végrehajtás maga is két funkcióból, az irányításból és a munkavégzésből tevődik össze:
| Vezetés     | Vezetés                   |
| ----------- | ------------------------- |
| Végrehajtás | ▼ Irányítás ▼ Munkavégzés |

Ez a felosztás a vezetést egy feladatvégzés környezetében értelmezi. Állítható lenne, hogy minden vezetési funkciónak van egy meghatározott – ha nem is kinyilvánított – feladata (cinikusok a vezetés céljaként a vezetést magát, mint a hatalom gyakorlatát jelölhetnék meg, vagy New-Age-követői a jóérzetük fenntartását gondolhatják annak, míg vallásos emberek valami végső, transzcendens cél elérését érezhetik feladatuknak).
Általánosságban a vezetés az irányítástechnikában is használt jeladó-végrehajtó-ellenőrző funkciókból álló folyamatirányítási tevékenységet, vagy az arravaló képességet jelöli meg. Ebben az irányítástechnikai visszacsatolási rendszerben egy folyamat meghatározott jellemzőit egy ellenőrző funkció kíséri figyelemmel, mely azt a vezető által kiadott céljelhez hasonlítva visszacsatolást nyújt a végrehajtó (irányító) egységnek hogy az a folyamatot annak megfelelően módosítva szabályozza :
```
 Vezető által                /                           ▼▼▼
meghatározott  ═►  Összehasonlítás  ►  Végrehajtás  ►════╗
CÉL                       /                              ▼
                              ▲                           Folyamat
                          ╚═══════  ◄  Ellenőrzés   ◄════╝
                                                         ▼▼▼
```

Ez az általános megfogalmazás egy társadalmi szervezetben – mint például az államvezetés – a vezetett folyamat az adott nemzet társadalma. Az ellenőrzési funkciókat társadalmanként más és más alszervezetek látják el. Ezek az alszervezetek néha a központi állami szervek része, de nagyon gyakran egymástól független, magánszervek is lehetnek. Mindenesetre ez alszervezetek sajátos érdekeik szempontjából kísérik figyelemmel a társadalom fejlődését és a saját normáiktól való eltérések észlelését a társadalmi vezetés figyelmébe ajánlják, ami azok figyelembevételével módosítják (vagy sem) a már korábban meghatározott társadalmi célokat. Az így meghatározott célok adnak útmutatást a végrehajtó szerveknek, amelyek a társadalmi folyamatok fejlődését befolyásolják.
Fontos megjegyezni, hogy ebben a témakörben funkciókról , vagyis a folyamatban betöltött szerepekről beszélünk, nem pozíciókról, vagy személyekről. E megkülönböztetés különös fontosságú lehet a vezetés hatékonyságának megítélésében, ugyanis a folyamat dinamizmusának megértése szempontjából elengedhetetlen a befolyásoló tényezők azonosítása (előfordulhat, hogy egy elemzés megmutatná, hogy a vezetés legjobb igyekezete ellenére sincs a folyamatra tényleges hatással, azaz a vezetés funkcióját nem a formális vezető mechanizmusa tölti be (például egy bölcs király sem utasítaná a napot az esti felkelésre, hanem rendeletében előírná hogy a nap reggel keljen fel és este menjen le – ld. A kis herceg).

#### Vezetési szerepek a gyakorlatban
A folyamatszabályozás három szerepköre – a jeladás, végrehajtás és ellenőrzés – nem mindig különül el. Ténylegesen elemeiben csaknem minden tevékenységünkben megtalálható mindhárom funkció. Modern vezetéselméleti tanulmányok (például Stephen R. Covey) egyre növekvő mértékben hangsúlyozzák e vezérlési rendszerek mikroszinten való felismerésének fontosságát arra utalva, hogy az egyre növekvő komplexitású felépítményekben egyre nagyobb szerep jut az egyén tudatosságának. Ez iskolák szerint a szervezeti intelligencia a szervezetet alkotó egyének kollektív tudatával progresszív kapcsolatban áll.
A makró szintű vezérlési rendszerekre a következő példák szolgálhatnak:
1. Az Egyesült Államokban e három funkciót a kormányzat törvényesen elkülönült ágazatai látják el:
  1. Az ország népessége választott képviselőiken keresztül, a törvényhozás két háza: a kongresszus és a szenátus által vezeti az országot, ahol törvényeket hoznak a társadalmi folyamatok elfogadható működésének leírására
  2. A végrehajtás az elnöki iroda feladata, mely a végrehajtó szerveken (minisztériumok, fegyveres erők, rendőrség, CIA és Szövetségi Nyomozóiroda stb.) keresztül befolyásolja a társadalmi folyamatok alakulását.
  3. A társadalmi folyamatok alakulását mindenki figyelemmel kíséri. Személyesen, magán- és állami szervezeteken keresztül a bíróságok által tölti be visszacsatolási szerepét. A bíróságok e visszajelzéseket a fennálló törvénynek megfelelően megvizsgálják és módosítják a végrehajtó ágazat működési feltételeit. Megjegyzendő, hogy e visszacsatolás a törvényhozást is befolyásolja, hiszen az új törvények, vagy a meglévők módosításai ez alapján születnek meg.

1. Egy vállalati szervezet esetében a sok vállalati tevékenység legtöbbje piaci környezetben történik a kereslet-kínálat alapján. A vállalatnak -mint profittermelő egységnek- a társadalomban betöltött sok szerepei közül a pénzcsinálást alapvetőnek tekinthetjük (hányan mennénk dolgozni, ha nem kapnánk fizetést érte?). A vállalat egészét tekintve:
  1. A jeladó (cél) szerepét a tulajdonos (mint például részvénytulajdonosokat képviselő igazgatói tanács) a beruházási keretet szabályozó tőke biztosításával nyújt a beszerzési-, termelési- és értékesítési költségek fedezésére anyagi eszközöket.
  2. Ezeket a pénzeket a vállalat a nyersanyag átalakításával, termékeibe (esetleg szolgáltatásaiba) bedolgozva használja fel (remélhetőleg) értéktöbblet termelésére a végrehajtás szerepét betöltő gyártási egység.
  3. Az így létrehozott termékeket (tárgyak, szolgáltatások, vagy információk) a piaci versenyben való sikeres értékesítés útján szerzett jövedelem (profit) mértéke szolgáltatja az ellenőrzési szerep visszacsatolását, melynek alapján a vállalat működési feltételei meghatározódnak (jó jövedelmezőség esetén a termelés, foglalkoztatással és munkáltatási biztonsággal együtt növekszik, vagy ellenkező esetben csökkenhet).

1. A jövedelmezőségben nem közvetlenül érintett munkások szakszervezeti védelmet használhatnak érdekeik védelmére. Ebben a helyzetben a tagság igényei szolgáltatják a célt, melyet a vezetőség lehetőségei szerint megpróbál kielégíteni (végrehajtás) és az esetleges hiányosságok megszüntetését a szakszervezet a vállalat jövedelmezőséget érintő fenyegetés terhe alatt követeli meg (ellenőrzés) (például a termelést akadályozó sztrájkot helyez kilátásba, vagy a vállalat termékeinek piaci keresletét károsan befolyásoló kampányt kezdenek) – igen gyakran (tudatos vagy tudatalatti tagadás „varázslata” alatt) saját létfeltételüket biztosító munkáltatásuk kárára.

## Vezetéselmélet főbb fázisai
| 1880-tól 1930-as évekig:        | KLASSZIKUS NÉZŐPONT |
| Képviselői :                    | Weber, Taylor, Fayol, Mooney, Reiley, Willoughby, Gulick stb.                                                                                         |
| Alkalmazott Modell:             | Észszerűségi |
| 1920-as évektől 1940-es évekig: | SZERVEZETI VISELKEDÉS NÉZŐPONT / EMBERI KAPCSOLATOK FÁZIS                                                                                             |
| Képviselői :                    | Mayo, Roethlisberger, Barnard stb. |
| Alkalmazott Modell:             | Észszerűségi |
| 1940-es évektől 1950-es évekig: | NEO-CLASSICAL PERSPECTIVE |
| Képviselői :                    | Simon, Cyert, March, Barnard, Selznick, Merton stb.                                                                                                   |
| Alkalmazott Modell:             | Észszerűségi |
| 1950-es évektől 1970-es évekig: | SZERVEZETI VISELKEDÉS NÉZŐPONT / EMBERI ERŐFORRÁS FÁZIS                                                                                               |
| Képviselői :                    | (Maslow hatása alatt), McGregor, Argyris, Merton, Likert, Herzberg, Blake, Mouton, Golembiewski, Janis, Victor and Stephens stb.                      |
| Alkalmazott Modellek:           | Túlnyomóan Észszerűségi később néhány kritikus modell                                                                                                 |
| 1960-as évektől 1970-es évekig: | RENDSZER / ESETLEGESSÉGI NÉZŐPONT |
| Képviselői :                    | Fiedler, Scott, Burns, Stalker, Katz, Kahn, Woodward, Thompson, Walker, Lorsch, Lawrence, Lorsch, Kast és Rosenzweig, Münsterberg stb.                |
| Alkalmazott Modell:             | Észszerűségi |
| 1970-es évektől 1980-as évekig: | HATALOM / POLITIKAI NÉZŐPONT |
| Képviselői :                    | French, Raven, Mechanic, Cohen, March, Kanter, Pfeffer, Müntzberg stb.                                                                                |
| Alkalmazott Modellek:           | Túlnyomó többségében értelmező, néhány észszerűségi elmélettel és kritikus modellel keverve (főleg Kanter)                                            |
| 1980-as évektől 1990-es évekig: | SZERVEZETI KULTÚRA NÉZŐPONT |
| Képviselői :                    | Schein, Louis, Trice, Beyer, Morgan, Acker, Cook and Yanow stb.                                                                                       |
| Alkalmazott Modellek:           | Túlnyomó többségében értelmező, néhány észszerűségi elmélettel és kritikus modellel keverve                                                           |
| 1990-es évektől:                | POSTMODERN NÉZŐPONT |
| Képviselői :                    | Senge, Bergquist, Weick, Zuboff, Fox, Miller, Burton and Obel stb.                                                                                    |
| Alkalmazott Modellek:           | Egyelőre fejlődésben van, de többségében értelmező, néhány észszerűségi elmélettel és egyes szerzőknél különböző mértékű kritikus modellekkel keverve |

## Vezetéselméleti példák
A különböző vezetéselméletek tanulmányozásakor figyelembe kell venni, hogy a vezetés gyakorlatának ősisége ellenére a vezetés elmélete nagyon fiatalnak, majdnem újszerűnek tűnik. Ennek a látszólagos ellentmondásnak egyik magyarázata az lehet, hogy a vezetéselmélet az egyre gyorsabban változó korunk problémáit igyekszik megoldani, s így a fejlődést jelenleg csupán követi annak vezetése helyett. (Egy probléma megoldása a „tegnap” problémájára vonatkozik, ma újabb tüzet kell oltani) Jelenleg egy új elmélet élettartama öt év alatt van, ami azt jelenti, hogy egy fiatal vezető életében öt, vagy hat új elmélettel találkozhat majd, mely tény sokak -e tudományágba vetett- bizalmát némileg megingathatja. Ennek ellenére a szükség új megoldásokat követel és az innováló gondolkozók a piaci versengésben előnyre tesznek szert, míg a „lépést” tartani képtelenek a japán (később a mexikói, újabban a kínai) árudömpingre panaszkodva kiszorulnak a piacról és a „múlt nagy nevei” közé kerülnek.

### Korai elméletek
Frederick Winslow Taylor szerint a munkások csak annyit fognak dolgozni, amennyit a munkakörülmények hatására kénytelenek és tudatlanságuknál fogva képtelenek saját tevékenységük megszervezésére. Taylorizmus első üzemi alkalmazása a Ford T-modell gyártásánál a futószalag bevezetése volt. A nagymértékű felmondások következtében Ford csökkentette a munkaidőt, és megemelte a fizetéseket.
Henri Fayol a vezetés funkcióit műszaki, kereskedelmi, pénzügyi, biztonsági, számviteli és igazgatási csoportokba sorolta. Az igazgatási (irányítási-, vagy menedzselési) funkció feladataiként a tervezést, szervezést, rendelkezést, koordinálást és az ellenőrzést jelölte meg. E feladatok sikeres ellátásához 14 alapelvet fogalmazott meg: munkamegosztás, munkahelyi összhang, fegyelem, egységes utasítás, egységes irányítás, érdek harmonizáció, igazságos bérezés, centralizálás, utasításláncolat, rend, egyenlőség, állománystabilitás, kezdeményezés és közösségi szellem.
Max Weber bürokrácia elmélete. A bürokráciát ma lassúnak, embertelennek, önmagáért valónak és az ügyféllel packázónak tartjuk, Weber annak pontosságát, szakértelemét, meghatározott előléptetési rendszerét, kiszámíthatóságát és megbízhatóságát emelte ki. Weber bürokrácia modellje a munka megosztását, szabályozottságot, hierarchiát, aktaszerűséget, iktatást, szakmai hozzáértést és a személytelen, tárgyilagos ügyintézést tartotta a sikeres végrehajtás alapjának. E modell hátrányainak kritikusai az önmagáért való növekedést, a garantált előrelépést, az oligarchizálódást, a saját célok követését és az szabályozás időigényességét hozzák fel.

### Az „emberi viszonyok” irányzat
A „Mi is egy vezető? ” kérdésre az ipari és szervezeti pszichológusok nem tudnak egyértelmű választ adni. A vezetés értelmezése egyik módjának tekinthető viszont a „vezető” és a „hatalmas” közötti különbségek feltárása. A hatalmas egy olyan vezető, akinek a beosztottjai viselkedését befolyásoló hatalma a pozíciójából fakad. Hagyományosan a menedzserek, főnökök, munkairányítók munkakörei képviselik az ilyen pozíciókat. E munkakör betöltői attól függően, hogy milyen mértékben használják pozíciójukból eredő hatalmukat mások befolyásolására, vezetőknek minősíthetők, vagy nem. Az igazi vezető ugyanis nem a beosztása, hanem személyes tekintélyére támaszkodik beosztottjainak egy közös cél érdekében való befolyásolásra.
| „Azt mondják a hatalmasok hogy nékik hatalmuk sok. Ha nékik hatalmuk sok, az egy hatalmas ok, hogy ne legyenek ők hatalmasok…” |

Az emberi viszonyok tanának képviselői szerint a korai klasszikusok figyelmen kívül hagyták az informális elemek jelentőségét, nem összpontosítottak a racionalitás korlátaira és alulértékelték az embert, mint a szervezet alaptényezőjét. Ezért az un. szervezeti pszichológusok vizsgálódásai központjába a munkahelyen belüli személyes kapcsolatok, a vezetők és vezetettek viszonya, a munkacsoporton belüli viszonyok és az egyének, csoportok és szervezetek kölcsönkapcsolatai kerültek. Idővel kialakult a szervezeti kultúra fogalma, melyet a vállalaton belül gyakorolt vezetési stílus és a vállalati élet szokásainak összességeként határoztak meg. Ennek keretében sokan vizsgálták azt, hogy a szervezet tagjainak különböző kulturális háttere milyen befolyással van a szervezet egészére, azaz, hogy szükség van-e egy egységes szervezeti kultúra kialakítására (mint azt az IBM esetében szigorú öltözködési formák és napi istentisztelethez hasonló vállalati összgyűlések, sőt egy IBM-himnusz énekelésével is próbálták), vagy elképzelhető az, hogy a kultúrák egymás mellett éljenek (amit napjainkban új vallásként kezelt „diversity” (angol: sokféleség) irányzat képvisel). E kutatások eredménye az lett, hogy a kis szervezetektől eltérően, nagy szervezetekben egyidejűleg több eltérő szervezeti kultúrák érvényesülhetnek, míg a nagy multinacionális cégek gyakran egységes kultúra kialakítására törekednek. Megállapították, hogy egy adott kultúra kialakulásához közel egy évtized szükséges, és gyakran a vállalati vezetés a szervezetet a szervezeti kultúra fejlesztésén keresztül igyekszik irányítani.
Ahogy a kultúrát általánosságban is a múlt történelmének, a jelen cselekedeteink és hozzáállásaink, valamint jövőnkről alkotott elképzeléseink összességének tekinthetünk, a szervezeti kultúra is lényegében egyfajta szociális összetartó erő látható és láthatatlan elemekkel. Ezekből az elemekből felépített erős szervezeti kultúra alakítja ki a vállalat dolgozóinak identitástudatát, segíti az célokkal való azonosulást, valamint stabilitást és egyszerűséget eredményez.
Hugo Münsterberg A pszichológia és ipari hatékonyság (1913) kapcsolatait tanulmányozta és az emberi magatartás tudományos vizsgálatának eredményeként a vezetők számára megkönnyítette az emberek kiválasztását, az emberek betanítását és a dolgozók motiváltságának növelése érdekében a megfelelő műszaki megoldások kiválasztását.
Elton Mayo Az ipari civilizáció emberi problémái című könyvében foglalta össze kutatásai eredményeit, melyek szerint a munkatermelékenységet jelentősen befolyásolják az emberek közötti kapcsolatok, a pszichikus és szociális tényezők és a szervezeten belül kialakult különböző viszonyok. Mayo megállapította, hogy a munkamegosztási viszonyok sok különböző hatalmi-, érdek- és érzelmi kapcsolatrendszert alakítottak ki és ezek az informális csoportok gyakran nagyobb hatással vannak a szervezet működésére, mint a szervezet formális egységei.
 Fremont Ellsworth Kast és James E. Rosenzweig  Szervezet és Irányítás, Rendszer- és Esetlegességi Megközelítés (Organisation and Management, a Systems and Contingency Approach) című könyvükben a szervezetet szociális rendszer szempontjából vizsgálták és az embereknek sokféle motivációját kutatták az informális csoportok, demokratikus vezetés, megelégedettség, kommunikáció területén és a vezetők képzettségének és a szociálpszichológiai szükségletek behatásait értelmezték.

#### Vezetéselméletek Jago szerinti csoportosítása
A vezetéselméletek sokszínűsége és sok fajtája több mint húsz évvel ezelőtt is gondot okozott a tanulmányozónak és ezt segítendő, Athur G. Jago 1982-ben egy csoportosító keretet ajánlott, amely megkísérli a szervezetpszichológiai vezetéselméleteket figyelmük központja és megközelítésük alapján csoportosítani. Egy egyszerűsített változata így nézhet ki:
|           |            | Megközelítés              |                                                     |
| Általános | Esetleges  |                           |                                                     |
| Fókusz    | Jellem     | Vezetői jellem elmélete   | Fiedler kontingencia elmélete (esetlegességi minta) |
| Fókusz    | Viselkedés | Korai viselkedési elmélet | Út-cél elmélet                                      |

Ebben a csoportosításban a „Fókusz” arra utal, hogy a vezetés jellem-, vagy viselkedésként van-e vizsgálva. A jellem központú vizsgálati módszerek a vezetés lényegét a vezetőknek, a nem vezetőktől megkülönböztető, ösztönös vagy lényegi személyiségi jegyeit kutatja, minthogy a feltételezések szerint ezek viszonylag szilárdak és tartósak. A „Megközelítés” az adott modell vagy elmélet egyetemes vagy esetleges módszerét veszi figyelembe. Az általános megközelítés elméletei szerint a hatékony vezetőket általános érvényű jellemvonások és viselkedési formák jellemzik, és némelyik feltételezi, a minden helyzetben alkalmazható „legjobb” vezetési tulajdonságok létezését. Ezzel ellentétben viszont az esetleges megközelítés nem hisz ilyen létezésben, hanem ez elméletek közös vonása a szerint a hatékony vezetői tulajdonságok egy adott helyzet sajátosságainak függvénye.

#### Vezetői jellem elmélete
A vezetői jellem elmélete szerint a személyiség véges számú jellemvonásból épül fel, melyek az egyének személyiségében több vagy kevesebb mértékben van jelen. Ez a megközelítés összhangban van a személyiség kutatás pszichometrikus módszereivel, különösen ahogy a „tényező analízis” használata a vizsgálat eredményeit összegezi. A tényezők a jellemvonások mértékeiként értelmezhetők. A jellem elméletet a személyiség-elemzés minőségibb, intuitívebb módszereit előnyben részesítők támadják és a személyiség pszichometrikus kutatóit gyakran „konkretizálással” vádolják, mondván, a jellemvonások mérési eredményeit nem szabadna egyszerű matematikai absztrakcióknál többre becsülni.
Az általános személyiségelméletben a jellemvonásokat nagy vonalakban tárgyalják és „kifeléfordulásra” vagy „idegességre” való hajlamról beszélnek. Csak a pszichológia bizonyos területein és egyes helyzetekben merültek fel ennél szűkebben, pontosabban meghatározott jellemvonások is. Például, egy korai vezetési jellem-elmélet sok különböző kutatók által, számos fogalom-fejlődési szakaszon ment keresztül, míg végül a következő hat jellemvonás általánosan elfogadott szoros korrelációt mutat a vezetési képességekkel:
1. A feladat pontos ismerete
2. Értelmesség
3. Belső hajtóerő
4. Vezetésvágy
5. Őszinteség
6. Önbizalom

E korreláció alapján ezeket a tulajdonságokat egy sikeres vezető szükségszerű jellemvonásainak tarthatjuk.

#### Fiedler kontingencia modellje
A Fiedler-féle kontingenciamodell  néven is ismert esetlegességi minta Archiválva 2005. április 7-i dátummal a Wayback Machine-ben nevű vezetéselmélet lényege az a vezetéspszichológiai megállapítás, hogy a vezetők alapvető személyiségi jellegük alapján két egymást nem könnyen helyettesítő kategóriába sorolhatók. Fiedler e két csoportot „viszony-orientáció” és „feladat-orientáció”-nak nevezte és kimutatta hogy milyen fontos az egyes vezetőkre személyiségüknek megfelelő feladatokat bízni. Fiedler egy érdekes módszert dolgozott ki a két típus megkülönböztetésére amit ő a „legkevésbé kedvelt munkatárs mércé”-nek nevezett. Eszerint azok a vezetők, akik az általuk legkevésbé kedvelt munkatársaikat kellemetlennek, feszültnek, hasztalannak, borúsnak és unalmasnak írja le, általában feladatorientáltak, míg azok, akik a legkevésbé kedvelt munkatársaikat kellemesnek, nyugodtnak, segítőkésznek, vidámnak vagy érdekesnek tartja általában viszonyorientáltak. Fiedler másik két híres mutatójával a „helyzet kedveltsége” és a „vezető-helyzet illeszkedés”-sel részletesen bemutatja a két típus előnyeit, hátrányait és útmutatást ad a számukra legmegfelelőbb vezetési környezet kiválasztásának módszereihez. Fiedler módszerének kritikusai azt kissé merevnek találják, és szeriintük sok esetben nem pontosan tükrözi a vizsgált személy valóságos jellemét. Mégis, e módszer a vezetéskutatás számára egy új szemszöget adott, melyet újabb elméletek kidolgozói is átvettek.
A magyar szakirodalom egy ehhez hasonló soros és párhuzamos típusú vezetői tulajdonság elméletét dolgozta ki. A soros típusú emberek egy időszakban csak egy témára tudnak koncentrálni és a feladatokat egymás után, sorban oldják meg. A párhuzamos típusú emberek ezzel szemben, egy időszakban több témára tudnak koncentrálni és feladataikat párhuzamosan időosztással oldják meg.. Hatékonyságukat növeli, ha ez még térlátással is párosul. A térlátással rendelkezők, térben látják a különböző folyamatokat, így problémamegoldásuk hatékonysága lényegesen jobb lehet. A két típus közül a párhuzamos típusúak, kiegyensúlyozottabbak és eredményesebbek bizonyos területeken, ahol a gondolkodási mélység nem követelmény. A részleteket és kitartást igénylő feladatok megoldásában ezek a vezetők általában csak korlátozott sikereket érnek el.

#### Korai viselkedési elmélet
A korábban is említettek szerint a vezetés viselkedési megközelítése a vezetés hatékonyságát biztosító viselkedési formákat vizsgálja. Például az „igazgatói rács”-ot Robert R. Blake és Jane Mouton a vezetési magatartás különböző típusainak kétoldalról való elemzésére hozták létre 1964-ben: Az egyik oldal a „Termelésről való aggódás”, a másik pedig a „Személyekről való aggódás”. Míg az előző a vezetőnek eredmények produkálására és a feladat elvégzésére való törekvését méri, addig az utóbbi a konfliktus-helyzetek elkerülésére és a beosztottakkal való barátságos viszonyok kialakítására való igényt méri. E két mutató által létesített „rács”-on az értékek 0-10 között változnak és öt alaptípust határoznak meg:
1. Ha mindkét mutató alacsony (1,1), akkor azt mondhatjuk, hogy a vezető fő célja a baj elkerülése, a hibák felelőssége alól való kibúvás, ami hatékonyságát esetleg lecsökkenti, minthogy az „igen tisztelt kedves beosztott úr” nem mindig méltóztatik a termelésért fáradságot áldozni…
2. Ha a „személy” mutató magas, de a „termelés” alacsony (9,1), akkor „klub stílus”-ról beszélhetünk, mert a vezető nagy figyelmet fordít a dolgozók biztonságára és kényelmére abban a reményben, hogy azok a termelést fokozni fogják. Sajnos a tapasztalatok szerint e barátságos légkör nem szükségszerűen termelékeny.
3. Ha a „személy” mutató alacsony, de a „termelés” magas (1,9) akkor „termelj vagy pusztulj” helyzet alakulhat ki. Az ilyen vezetők a dolgozók szükségleteit nem tartják túlzottan fontosnak, úgy gondolják, hogy a fizetésért termelés jár, és esetleg a vállalati célok elérésére szabályok, rendelkezések és büntetések alkalmazásához is folyamodnak. Ez a stílus az „X-elmélet”-en alapul (McGregor elmélete, mely szerint az átlagos alkalmazott nem szereti a munkát, kényszeríteni, dirigálni kell neki a cél elérése érdekében, nincs ambíciója és elkerüli a felelősségvállalást) és leginkább a csőd szélén álló vállalatok alkalmazzák.
4. Ha mindkét mutató közepes értéket mutat (5,5), akkor kiegyensúlyozott „laza” vezetést várhatunk, mikor a vezető célja csak egy elfogadható szintű termelés elérése.
5. A mindkét mutató magas volta (9,9) egy csoport-stílusra utal. Ahogy azt az „Y-elmélet” (McGregor elmélete, mely szerint a fizikai, szellemi erőfeszítés természetes emberi megnyilvánulás és az emberek előnyben részesítik az önirányítást, önkontrollt, valamint vállalják a felelősséget és az emberek szívesen mutatnak találékonyságot, kreativitást, képzelőerőt) javaslata is ajánlja, az ilyen stílusú vezetők „sokat adnak és sokat várnak el”, támogatják a csoportmunkát és a dolgozók közötti elkötelezettséget, és nagy hangsúly helyeznek arra, hogy a dolgozók a vállalat szerves részének érezzék magukat. Ez az igyekezet magas termelési hatékonyságot és jó, céltudatos munkahelyi légkört eredményez.

Mindezek ellenére az „igazgatói rács”-nak előnyei mellett hátrányai is vannak. Ez a módszer egyrészt a vezető megfigyelhető tevékenységére összpontosítja figyelmét, hogy eldöntse a vezető termelés, vagy személy orientáltságát, mely ténylegesen a magatartási megközelítésnél megbízhatóbb adatokat nyújt. Másrészt viszont, e módszer magát egyetemesnek tekinti, azaz a minden helyzetben alkalmazható leghatékonyabb vezetési módszert igyekszik meghatározni, melynek létezését a valóságos szervezetek példáinak tapasztalatai nem támasztják alá. Mégis e kétoldalú megközelítési modell hatékony és egyszerű módszert nyújt a vezetési stílus meghatározására, és várhatóan – esetleg más név alatt- a jövő kutatásaiban újra feltűnik majd.

#### Az út-cél elmélet
Bár az út-cél elmélet a Fiedler féle esetlegességi mintához hasonlóan nem törekszik általános érvényű törvényszerűségeket feltárni, attól mégis jelentősen különbözik, minthogy figyelmének központjában nem a személyi jellemvonások, hanem a vezetési helyzetek és azokban a helyzetekben való vezetői magatartás áll. Elméletileg az egyén egy adott feladat elvégzésében való igyekezetét két tényező – a feladat kívánatossága és az elvárások- függvényének tekintő un. „motiváció elvárási elmélete” közeli rokona. Az „elvárás” annak a mércéje, hogy a feladatvégző egyén mennyiben érzi azt, hogy magatartása egy bizonyos kimenetel elérését milyen mértékben befolyásolja. A „kívánatosság” pedig azt méri, hogy az a bizonyos kimenetel az egyén számára milyen vonzónak tűnik. Ez elmélet állítása szerint a vezető befolyásolhatja beosztottja elvárását a beosztott cselekvése és a remélt kimenetel közötti kapcsolat megvilágításával, de elismeri azt a tényt, hogy a vezető tényleges hatékonysága az adott helyzet sajátos körülményeitől is függ.
A vezető a helyzettől függően alapjában négy különböző vezetési stílus közül választhat:
1. Irányító vezetés – a beosztottnak kifejezett utasításokat ad a feladat elvégzését illetően.
2. Támogató vezetés – barátságos, és aggodalmát fejezi ki a beosztott jóléte felől.
3. Részt vevő vezetés – értekezik a beosztottakkal és javaslataikat megfontolja.
4. Eredményorientált vezetés – magas célokat tűz ki és beosztottaktól magas szintű teljesítést vár el.

Az út-cél elmélet szerint a vezető tényleges hatékonyságát a következő környezeti tényezők befolyásolhatják:

A beosztott személyisége:
- a belsőleg fegyelmezett beosztottak esetében részt vevő vezetés tűnik hatékonynak, míg
- a külsőleg vezérelt beosztottak esetében az irányító vezetés lehet hatékony, valamint
- el kell ismerni, hogy a magukat tehetségesnek megítélő beosztottak nem fogadják el az irányító vezetés stílusát.

Környezeti sajátosságok:
- meghatározott szerkezettel rendelkező feladatok esetében az irányító vezetés hatékonytalannak tűnhet
- szabályszerű tekintélyalapú rendszerekben az irányító vezetés csökkentheti a munkások elégedettségét
- egy jól összeforródott csapaton belüli beosztottak nem igényelnek támogató stílusú vezetést.

Összességében, az út-cél elmélet is a Fiedler féle modellhez hasonlóan rengeteg gondolatot ébresztett további kutatások számára, így például tanulmányok készültek e modellben említett egyes tényezők -mint a beosztottak „vezérlés-helyének” és a munkacsoportok társadalmi környezete- szerepének megvizsgálására

#### Tannenbaum vezetési modellje
|    | Hangsúlyozottan tekintélyi vezetési stílus egyéni döntés-előkészítés | A vezető a munkatársak megkérdezése nélkül dönt. |
|    | ▲ ▲▲ ▲▲▲                                                             | A vezető maga dönt, de döntéseinek helyességéről igyekszik beosztottjait meggyőzni.                                                                         |
|    | A vezető döntési mozgástere                                          | A vezető dönt, de oly módon, hogy az előkészítés keretében különböző kérdéseket tesz fel munkatársainak, és azok észrevételeit figyelembe veszi döntésében. |
| .. | ▲ === ▼                                                              | A vezető tájékoztatja munkatársait a tervezett döntésről: ily módon a munkatársak kifejthetik véleményüket még a végleges döntést megelőzően.               |
|    | A csoport döntési mozgástere                                         | A csoport javaslatokat dolgoz ki; a közösen kialakított probléma-megoldás elfogadása felől a vezető határoz.                                                |
|    | ▼▼▼ ▼▼ ▼                                                             | A csoport dönt, miután a vezető felvázolta a megoldandó problémát és a lehetséges döntési mozgásteret.                                                      |
|    | Hangsúlyozottan csoportos vezetési stílus közös döntés-előkészítés   | A csoport dönt, a vezető kizárólag koordinációs feladatokat tölt be.                                                                                        |

#### Karizmatikus vezetésmodell
A karizmatikus vezetésmodell az egyik legújabb vezetési elmélet. A teológiai eredetű személyi varázst először Max Weber (1864-1920) használta a politikai vezetés leírására, amit szerinte Isten kegye ingyen-ajándékként ad az emberiségnek. Modern tanulmányok egyelőre nem találtak jó magyarázatot erre a jelenségre, mégis ez az elmélet a vezetést egy bizonyos értelemben különleges oldalról közelíti meg. E modell alaptétele szerint a személyes varázs a vezetők sajátos tulajdonsága, és az emberek természetüknél fogva általában személyes vonzalmat éreznek karizmatikus vezető irányában. Ez a természetes vonzalom nagyon hatékony vezetést eredményezhet. A személyi varázsban megfigyelhető jelenségek közé tartozik hogy:
- - A követők megbíznak a vezető hiteinek, és értékítéleteinek helyességében.
  - A követők szeretetet, vonzalmat éreznek a vezető iránt és készséggel engedelmeskednek neki.
  - A követők a nekik kitűzött küldetéshez érzelmileg kötődötté válnak.

A megállapítható, hogy e személyi „varázs” egy meglehetősen találó elnevezés, mert összetettsége miatt működési mechanizmusa, vagy egyáltalán maga jelenség is egyelőre tudományosan tisztázatlannak tekintendő – mintegy „varázslatos”-nak tűnik. Ennek ellenére (vagy éppen ezért?) jelenleg nagyon érdekes témának bizonyul mind a szervezeti-, úgy a társadalmi pszichológia és a politikai tudományok területén is.
Érdekesség: A New York-i terrortámadás utáni amerikai elnökválasztáson a vezetési képesség még a szokásosnál is nagyobb hangsúly kapott. Történelmi elemzések készültek a karizmatikus tulajdonságok azonosítására, de eddig semmi eredményt nem értek el ezen a területen. A karizmatikus vezető egyaránt lehet jó és gonosz. FDR -Roosevelt elnök, Martin Luther King polgárjogi harcos, Adolf Hitler és szektavezérek, mint David Koresh egyaránt karizmatikus vezetők voltak, s sokan gondolják, hogy a mai bajos világunkban személyes varázsú vezetőkre van szükség. Mégis a 2004-es választásokat a legkevésbé karizmatikusnak ítélt jelölt, George W. Bush nyerte meg, mert a közvélemény értékítélete a hangos kisebbségtől eltért (a személyiség helyett megbízhatóságot, elvhűséget választottak).
A személyiségi- nézőpontok közötti vita tehát egyelőre eldöntetlen, minthogy az előbbiek belső személyiségjegyek fontosságának kihangsúlyozásával ellentétben, az utóbbiak szerint a sikeres vezetőt csak sikeres működésük különbözteti meg a sikertelenektől. Ezt a „hatékony az, amit a hatékony csinál” mondással fejezik ki, ami arra utal, hogy végsősoron a problémák és feladatok megoldása az ami számít. A vezetés ugyanis nem arról szól, hogy a vezetők hogy oldották meg a kézenfekvő problémákat, hanem arról, hogy milyen sikeresen vezették követőiket a megoldandó problémák kijelölésében, megoldások tervezésében és kivitelezésében. Ténylegesen, a karizmatikus vezetésmodell a hagyományosabb személyiségi-, és magatartási vezetéselméletek népszerű alternatívájává válik napjainkban.

#### Machiavellista vezetésmodell
Ez a vezetéselmélet ugyan nem tekinthető egy modern irányzatnak, de az emberi természethez való különleges közelsége miatt mégis nagy szerepet játszik modern világunkban. Niccolo Machiavellit „A fejedelem” 1513-ban írt könyve alapján jogosan tartják a befolyásolás nagymesterének. Ez a műve a 16. század uralkodói (vagy a mai „felfelétörekvő” hivatali lépcsőjáró) számára írt kézikönyv, melyben a hatalom megszerzésének és megtartásának módjait írja le. Szerinte „a cél szentesíti az eszközt”, és ezek alapján nevezik machiavellistának az olyan típusú embert, aki hatalmának megőrzése végett nem riad vissza semmiféle körmönfont taktika alkalmazásától sem. Ha kell, kaméleonként váltogatja arcát, helyzettől és partnertől függően változtatja meg stratégiáját. Számára a hazugság és csalás csupán eszközök céljai eléréséhez. Repertoárjában nagy szerepet kap az érzelmi aspektus, vagyis az indulatok hatékony kezelése, fenyegetés, hitegetés és önsajnálat. Sokan hiszik (magukról) hogy a jó vezető a machiavellista vezető (amíg a „lóláb ki nem bukkan”).

#### Helyzettől függő vezetési stílus – P. Hershey szerint
P. Hershey javaslata szerint a vezetési stílust a helyzettől függően kell megválasztani. Négy alaptípust határozott meg a feladatkiadás és a vezető-beosztott kapcsolata szempontjából:
| ▲ Kapcsolattartó viselkedés ▼ | magas    | Bátorító                     |  | Előkészítő |
| ▲ Kapcsolattartó viselkedés ▼ |          |                              |  |            |
| ▲ Kapcsolattartó viselkedés ▼ | alacsony | Megbízó                      |  | Felépítő   |
|                               |          | alacsony                     |  | magas      |
|                               |          | ◄ Feladatkiadói viselkedés ► |  |            |

- A felépítő stílus lényege a feladatvégzési teljesítőképesség kifejlesztésének segítése. Ennek megfelelően alkalmazási területei az olyan helyzetek, amikor a beosztott új, vagy kevés tapasztalattal rendelkezik, motiválatlan, illetve bizonyos feladatokat kerül, önbizalomhiánnyal küszködik, vagy átlagon alul teljesít. Ez a stílus nem ajánlott szakképzett, tapasztalt, motivált dolgozók esetében, vagy ha a teljesítményt nehéz rövid úton lemérni, vagy ha a határidők nem szorítanak túlságosan.
- Az előkészítő stílus fontos feladatok környezetében való jó főnök-beosztott kapcsolatok fenntartására alkalmas és olyan helyzetekben alkalmazható, mikor a beosztott képzett és tapasztalt, de teljesítménye hiányos és a beosztott egyértelműen elismeri a vezető tudását és beosztását, vagy ha a vezetett személy meg akarja osztani a felelősséget és a vezetővel kölcsönös függési viszonyban akar dolgozni, s ha az idő nem kritikus tényező. Nem ajánlatos, ha a képzett és tapasztalt beosztott motivált, s nem igényli a vezető bevonását, vagy ha képzettségi, tapasztalati és motivációs problémák állnak fenn.
- A bátorító stílus leghatékonyabb a képzett, tapasztalt és motivált beosztottnál, kinek teljesítményével az adott feladatott többféleképpen is el lehet végezni. Más esetekben nem javasolható, különösen nem, ha a teljesítménnyel, képzettséggel, vagy tapasztalattal gondok vannak, vagy ha kezdeményezőkészség, vagy felelősségérzet hiányzik.
- A megbízó stílus szakképzett, tapasztalt megfelelő önbizalommal rendelkező beosztottak esetében alkalmazható, mikor a beosztott büszke bizonyos területeken átlagon felüli teljesítményére és felelősséget tud vállalni. Tapasztalatlan, szakképzetlen, felelősséget nem vállaló, vagy önbizalomhiányban szenvedő, átlagosan teljesítő beosztottak esetében nem ajánlatos.

### Stratégiai vezetés
Főcikk : Stratégiai vezetés
Ahogy azt Radó és Réthy is megállapítja, Csath Magdolna szerint „ a sikeresen működő vállalatok sikereinek titkát elsősorban a tudatosan és gondosan kidolgozott, eredményorientált stratégiában és a kidolgozó, valamint a megvalósításon őrködő, jövőorientált, vállalkozó szellemű vezetésben kell keresni.” (Csath M.: Stratégiai vezetés-vállalkozás. Közgazdasági és Jogi Kiadó Budapest, 1990). A stratégiai vezetés a szervezet céljai meghatározásának, e célok eléréséhez vezető tervek és rendelkezések kidolgozásának és e tervek végrehajtásához szükséges erőforrások elosztásának folyamata. E szerepeit tekintve a vállalatvezetés legfelső rétegének a feladatát képezi, és rendszerint a vezérigazgató és az ő végrehajtócsoportjának hatáskörébe tartozik. Ez a csoport szabja az egész vállalkozást érintő átfogó irányt. A szervezet stratégiáját kitűzött céljainak, erőforrásainak és adott körülményeinek ismeretében dolgozzák ki. E folyamat során a vállalat stratégiai előnyeit a vállalattal szembenéző üzleti-, piaci környezettel vetik össze. A vállalat átfogó stratégiájának egyik fő célkitűzése a szervezetet olyan helyzetbe hozni, hogy eltervezett küldetésének a leghatékonyabban felelhessen meg. A jó vállalati stratégia a szervezet célkitűzéseit, rendelkezéseit és végrehajtási elemeit (taktikáját) egy szerves egésszé formálja össze.
A stratégia és taktika kifejezések maguk is e vezetési megközelítés hadászati gyökereiből származnak, mely legkorábbi írott forrásának a Szun Ce „A hadviselés művészete” az i. e. 4. században írt stratégiai vezetéselméletet taglaló műve volt. És az 1950-es évek végétől kezdve terjedt egyre nagyobb iramban a szervezetek vezetéselméletei kidolgozásában. Bővebben a stratégiai vezetés cikkben olvasható, itt csak néhány fontosabb munkát, irányzatot említünk meg.
A profittermelő és jótékonykodási szervezetek közös jellemzői, hogy céljaikat világosan megfogalmazzák, irányításuk (e célok eléréséhez vezető teendők végrehajtása) egyértelmű és összehangolt, sikeres vezetőik nyitottak, természetesen kíváncsiak és piac (igény) orientáltak, működésüket rendszerszemléletű stratégiai akciótervek alapján szabályozzák és figyelmük központjában a meghatározott KPI (Key Performance Indicators angol: kulcs hatékonysági mutatók) méréseiből származó adatok feldolgozott információi állnak (bővebben lásd: Balanced scorecard). Az ilyen fokú összehangoltság emberközpontúságot és állandó folyamat-fejlesztést igényel, s ezek segítségével tudják biztosítani, hogy a piaci-társadalmi környezetükben lezajló folyamatos változásokkal nem csak lépést tudnak tartani, hanem azokat saját hasznukra is tudják fordítani.
A stratégiai vezetés feladata tehát a szervezeti célok megjelölése, az azokhoz vezető stratégiák kidolgozása, a megvalósításhoz szükséges pénzügyi, anyagi-műszaki, emberi és információs feltételek megteremtése és az ellenőrzés információrendszerének felállítása. A stratégia tervezése során figyelembe kell venni a célok megvalósításának időskáláját, az egyes időszakok sajátos figyelem-igényeit és a rendelkezésre álló információk (piaci viszonyok) tökéletlenségéből fakadó kockázat veszélyeit is. Ez az egyszerű felsorolás is érzékelteti a feladat összetettségét, mely az ipari forradalom kezdeteitől egyre nagyobb nehézséget jelent a felsőszintű vezetés számára. Bár gazdaság- és társadalomtudományi kutatás a 19. század közepéig nyúlik vissza, a vezetéstudományban komoly tudományos munka csak a második világháborút követő időszakban indult el és azóta is gyorsan fejlődik.

#### TQM– teljes minőségirányítás
A minőségorientált vezetés (TQM) három alappillérje a vevőközpontúság, állandó folyamatjavítás és teljes körű részvétel. A szervezet feladatának az azonosított vevői igényeinek kielégítését, azok elégedettségének biztosítását tartja és szervezet minden funkcióját szolgáló folyamatok állandó javításával igyekszik piaci versenyképességét fenntartani. TQM ígéreteinek megvalósulásához alapvetően fontos a teljes körű dolgozói részvétel.

#### Just In Timevezetési filozófia
Kíichiro Toyoda és Taiichi Ohno a veszteség fogalmát általánosították és jelentősen kibővítették, s a pénz forgási sebességét a készlet csökkentésével növelték. Ez a csökkentett készlet azután megkönnyíti a piaci alkalmazkodást és a kisebb készlet miatt leegyszerűsített vállalati rendszerben sokkal könnyebb a szervezeti problémákat felfedezni és megoldani. Ez a módszer a szállítókkal való nagyon közeli viszony kialakításán, összehangolásán keresztül képes kis sorozatokban végezni a termelést. Ez a rendszer sokoldalúan képzett (cross-funcional), elkötelezett munkáscsoportokkal végzi a termelést, melyek folyamatosan dokumentálják az eseményeket és azokat statisztikai módszerekkel elemzik, így a döntéshozók állandóan pontos termelési értékinformációkkal dolgoznak. Ez információk birtokában azután a termelés tervezés korábban ismeretlen pontossággal és részletességgel történhet, ami lehetővé teszi a -más rendszerekben rendszeresen elhanyagolt- megelőző gépkarbantartási- és felújítási munkák időbeni tervezését.

#### Célirányos vezetés
A célirányos vezetési modell (MBO) a célmeghatározás-tervezés funkcióhoz kapcsolódik.
A szervezet céljai felülről-lefelé és alulról-felfelé is kezdeményezhetők, és végleges formába öntésük mindig a vezetők és a munkatársak együttműködésével történik. Ebben a felállásban a vezetés feladata a célokban való megállapodás, a teljesítménykövetelményekben és az ellenőrzési módszerekben való megegyezés.
A munkatársak olyan célok megvalósításán munkálkodnak, amelyek kidolgozásában maguk is részt vettek. A célok közös megegyezéssel történő kitűzésére fekteti a hangsúlyt; emiatt nem az elvégzett munka mennyisége a döntő, hanem az, hogy milyen mértékben járult hozzá a kitűzött célok eléréséhez.
A fő célt a szervezet egészére vonatkoztatják, a részcélokat a szervezeti egységekre.

#### Kivételek elvén való vezetés
Ez a vezetési modell főként a tervezési funkcióhoz kapcsolódik, előirányzatokban gondolkodik. Széles körű feladat-átruházás jellemzi, a munkatársak számukra kijelölt területen, vezetői beavatkozás nélkül önállóan dolgoznak. A vezető feladata az előirányzatoktól való eltérés figyelése, elemzése, döntések meghozatala és a szükséges beavatkozás.

#### Delegáláson alapuló vezetés
Ha a vezetés általános irányelvei, az információ-áramlás módozatai, a döntés-előkészítés mechanizmusa, valamint az ellenőrzés és értékelés mechanizmusai egyértelműen tisztázottak, a szervezet alkalmas lehet a delegáláson alapuló vezetésre. A már meglévő részfeladatokat a megfelelő emberek között úgy kell felosztani, hogy mindenki a lehető legtöbbet tudjon hozzáadni a közös ügyhöz. Ez a delegálás. A vezető részéről ez körülbelül azt jelenti, hogy: megtenni dolgokat másokon keresztül. Bármilyen kicsi is egy szervezet, a delegálást nem lehet elkerülni. Amennyiben a vezető nem ruházza át a feladatokat, annak komoly következménye is lehet.
Fő jellemzői:
széles körű feladat-átruházás; döntési jogkör leadása; pontosan körülhatárolt feladat, hatáskör és felelősség; jelentős adminisztráció a tevékenységek dokumentálására; a vezetői tevékenység/felelősség és a szakmai tevékenység/felelősség szétválasztása; a vezető feladata az ellenőrzés – ez nem átruházható.

#### Rendszer alapú vezetés
Ez az módszer a vállalatot egy társadalmi-műszaki rendszernek tekinti melyben a struktúra elemei bemeneteik az általuk értelmezett szabályok szerint átalakítva nyújtanak bemenetet a velük kapcsolatban lévő egységeknek. A visszacsatolási folyamatok sok egymástól független szinten biztosítják a szervezet egésze elvárásainak (céloknak) megfelelő működését. A részegységekben zajló egyes átalakulási folyamatok algoritmussal leírhatóak, mások tapasztalati, vagy véletlenszerű módszerekkel modellezhetőek, míg vannak amik csak a feketedoboz (black box)-ként kezelhetőek. A rendszert felépítő részegységek minősége és a rendszeralkotás jósága határozzák meg a rendszerben működő folyamatokat. A vezetés feladata ilyen megközelítésben a rendszer létrehozása, karbantartása és működtetése.

#### Tanulószervezet
A tanulószervezet a szervezetet alulról építi fel a részt vevő dolgozók rendszergondolkodásán keresztül. A rendszer dinamikájának tanulmányozásával újszerű gondolati mintákat dolgoznak ki csoportos tanulás keretében és így a szervezetet személyesen irányítják.

#### VBM– Értékalapú irányítás
A szervezet működésében érdekeltek részére, a profittermelő vállalatok esetében egyértelműen, de még a jótékonykodási intézményeknél is (az érték megfelelő meghatározásával) a szervezet létezésének és azon belül pedig a vezetés és irányítás alapvető feladata az értéktermelés. VBM, (angol: Value Based Management) a vállalat céljait, stratégiáját, vezetői döntéseit, folyamatait és ösztönzési rendszerét a részvényesi érték folyamatos, hosszú távú növelése céljából kapcsolja össze egy szerves egésszé. A VBM lényege nem egy újabb vagy a hagyományostól eltérő vezetési elmélet kidolgozása, hanem a már meglévők integrálása, egy pontosan meghatározott cél érdekében való szoros összefoglalása. Így magában foglalja (1) a tulajdonosi érték maximalizálását szolgáló célok meghatározását, (2) a célok elérését szolgáló stratégiák, és azok megvalósításához szükséges tőkeelosztás kidolgozását, (3) a mindennapos működési döntéseket, (4) a teljesítménymérést, (5) az ösztönzési rendszert és (6) az érték realizálását szolgáló lépéseket. A vezetők feladata ez folyamatok állandó vizsgálata, és a tulajdonosi értékre való hatásaik figyelemmel kísérése, hogy a döntéseikkel a tulajdonosi értéket maximalizálhassák.

### Modern vezetéselméletek

#### Újító, felszabadító vezetés
Az újító, felszabadító vezetés az önmenedzselő szervezetek körében terjedt el, ahol a szervezet létezésének célja, végső stratégiája már nem csak a profit maximalizálására, a termelés fejlesztésére fókuszál, hanem arra, hogy a környezet, az ügyfelek, a dolgozók és a helyi közösségek is hasznot lássanak a szervezet működéséből. Az újító, felszabadító vezető nem próbálja görcsösen irányítani a szervezetet, sokkal inkább gondnokként tekint rá, aki figyelemmel kíséri a folyamatokat, felfedezi a kreatív, fejlesztésre irányuló lehetőségeket, és biztosítja a kibontakozás lehetőségét. Legfőbb célja, hogy megteremtse és fenntartsa azt a közeget, amelyben az önmenedzselő szervezeti kultúra létezni képes. Támogatja a munkavállalókat, utat mutat és eltávolítja a szervezet küldetésének útjába gördülő akadályokat.